# Aberzhausen
Aberzhausen ist ein Gemeindeteil der Stadt Heideck im Landkreis Roth (Mittelfranken, Bayern). Die Gemarkung Aberzhausen liegt teils auf dem Gemeindegebiet von Heideck, teils auf dem Gemeindegebiet von Thalmässing. Sie hat eine Fläche von 3,886 km² und ist in 385 Flurstücke aufgeteilt, die eine durchschnittliche Flurstücksfläche von 10093,21 m² haben. In ihr liegen neben dem namensgebenden Ort die Gemeindeteile Kippenwang und Kolbenhof.

## Lage
Das Kirchdorf liegt südöstlich von Heideck im Tal der Thalach zwischen Laibstadt und Kolbenhof bzw. Alfershausen. Durch den Ort führt die Staatsstraße 2389. Gemeindeverbindungsstraßen führen in nordwestlicher Richtung nach Rudletzholz und in südöstlicher Richtung nach Kippenwang und weiter nach Rabenreuth. 500 Meter hinter Aberzhausen zweigt die Staatsstraße 2726 in nordwestlicher Richtung von der Staatsstraße 2389 nach Selingstadt ab.

## Ortsnamendeutung
1489 ist der Ortsname in dem Eichstätter Register von Konrad Scherlein als „Abaranzhausn“ überliefert und bedeutet demnach Wohnstätte einer „Person vom Stamm Abar, vielleicht Abar-and.“

## Geschichte
Am 2. Januar 1302 gab der Eichstätter Bischof Konrad den Zehent zu Hausen bei Heideck dem Domkapitel zu Eichstätt; dieses „Hausen“ ist offensichtlich das heutige Aberzhausen. Die Grundherrschaft über Aberzhausen (erstmals 1454 in der frühen Namensform mit dem Personennamen Aberand bezeugt) übten die Herren von Heideck aus. 1472 verpfändeten sie Stadt und Amt Heideck und damit auch Aberzhausen an Bayern. Mit Heideck gelangte Aberzhausen nach dem Landshuter Erbfolgekrieg 1505 zum neuerrichteten Fürstentum Pfalz-Neuburg. Spätestens seit 1454 eine eigene Pfarrei mit den Patronatsherren derer von Heideck, wurde von Aberzhausen 1521 die Filiale Thalmässing abgetrennt. Von 1542 bis 1585 waren Stadt und Amt Heideck an Nürnberg verpfändet und gehörten darnach wieder zu Pfalz-Neuburg. Noch 1542 führte Nürnberg die Reformation ein. Zu dieser Zeit bestand das Kirchdorf aus etwa 12 Untertanenfamilien. Die Wiedereinführung der katholischen Religionsausübung erfolgte mit der Rekatholisierung von Neuburg-Pfalz 1627.
Infolge des Dreißigjährigen Krieges war die Pfarrei Aberzhausen verwaist. So wurde 1651 das leerstehende Pfarrhaus dem Schullehrer als Wohnung eingeräumt. Als 1665 die katholische Pfarrei Zell wiederbesetzt wurde, gehörte ihr Aberzhausen als Filiale an. Wiederholte Bemühungen um einen eigenen Pfarrer für „Obrazhausen“ (so 1761) blieben ohne Erfolg. Erst 1793 erfolgte die Errichtung einer exponierten Kaplanei in Aberzhausen, wobei der Kaplan bis zur Errichtung eines Kaplanhauses zur Miete in Kippenwang wohnte. Am Ende des Alten Reiches gab es in Aberzhausen zwölf Untertanen des pfalz-neuburgischen Landrichteramtes Heideck als Grundherrschaft; hoch- und niedergerichtlich unterstand das Kirchdorf dem pfalz-neuburgischen Pflegamt Heideck.
Im Königreich Bayern bildete Aberzhausen mit Kippenwang und Kolbenhof eine eigene Ruralgemeinde im Steuerdistrikt Laibstadt im Gerichtsbezirk und Rentamt (später Bezirksamt und Amtsgericht) Hilpoltstein. 1875 wurden im Dorf drei Pferde und 85 Stück Rindvieh gehalten; zu dieser Zeit gehörte die Gemeinde Aberzhausen dem Bezirksamt Neumarkt in der Oberpfalz an, aus dem sie 1880 zum Bezirksamt Hilpoltstein kam. 1914 erfolgte ein Neubau des Expositurhauses. 1937 wurde die Schule aufgehoben und das Kirchdorf nach Laibstadt eingeschult.
Mit der Gebietsreform in Bayern wurde die Gemeinde Aberzhausen am 1. Januar 1971 aufgelöst. Aberzhausen und Kippenwang wurden Gemeindeteile von Heideck im Landkreis Roth, Kolbenhof kam zur Gemeinde Thalmässing.

### Einwohnerentwicklung
- 1818: 61 (15 Familien, 16 Feuerstellen)[21]
- 1861: 70[22]
- 1871: 68 (33 Gebäude)[23]
- 1900: 59 (14 Wohngebäude)[24]
- 1937: 67[25]
- 1961: 94 (18 Wohngebäude)[26]
- 1970: 82[27]
- 1987: 74 (20 Gebäude mit Wohnraum; 22 Wohnungen)[1]

## Katholische Filial- und Expositurkirche St. Martin
Die Kirche, eine Filiale von Zell, ist eine gotische Chorturmanlage, die 1743/44 barockisiert und 1922/23 nach Westen erweitert wurde. Der Hochaltar stammt vom Ende, die Seitenaltäre von der Mitte des 17. Jahrhunderts. Älter ist die Kanzel (um 1650). Das Schiff misst 14 mal 5,7 Meter. 1890 kamen neue Glocken in den Spitzturm, die 1922 ersetzt wurden. 1911 erhielt die Kirche eine neue 5-Register-Orgel des Eichstätter Orgelbauers Bittner. Die Friedhofsummauerung besteht aus Sandsteinquadern.

## Sehenswürdigkeiten
Außer der Kirche St. Martin gelten die aus dem 19. Jahrhundert stammenden Türgewände der Häuser Nr. 3 und 9 als Denkmäler.